# NGC 769
NGC 769 je spirální galaxie v souhvězdí Trojúhelníku. Její zdánlivá jasnost je 12,9m a úhlová velikost 0,8′ × 0,5′. Je vzdálená 203 milionů světelných let, průměr má 45 000 světelných let. Galaxii objevil 9. listopadu 1866 Truman Henry Safford.